# Stewart Downing
Stewart Jason Downing (Middlesbrough, 22 juli 1984) is een Engels voormalig betaald voetballer die bij voorkeur op de vleugel speelde. Downing debuteerde op 9 februari 2005 in het Engels voetbalelftal, tegen Nederland. Hij verzamelde 35 interlands in het Engels voetbalelftal.

## Clubcarrière
Stewart Downing debuteerde in 2001 in het profvoetbal in het shirt van Middlesbrough FC, waar hij doorstroomde vanuit de jeugd. Daarvoor speelde hij tot en met seizoen 2008/09, op een huurperiode van een half jaar bij Sunderland AFC na. Middlesbrough kwam in de zomer van 2009 echter krap in de financiële middelen vanwege een degradatie naar de Championship. Daarop gaf Aston Villa hem in juli 2009 een vierjarig contract en betaalde het circa €16.800.000,- voor hem aan Middlesbrough.
Na twee seizoenen maakte Downing op 15 juli 2011 de overstap naar Liverpool, waar hij een vierjarig contract tekende. Ook hier speelde hij twee seizoenen voor hij op 13 augustus 2013 tekende bij West Ham United, voor een bedrag geschat op vijf miljoen euro.
Downing was vanaf 2004 vrijwel altijd basisspeler in de Premier League, inclusief tijdens zijn twee jaar bij West Ham. Hiermee eindigde hij in die tijd op de dertiende en twaalfde plaats.
Downing tekende in juli 2015 een contract tot medio 2019 bij zijn oude club Middlesbrough. Dat betaalde circa €7.900.000,- voor hem aan West Ham United, met nog tot circa €2.150.000,- aan eventuele bonussen in het vooruitzicht. mocht Middlesbrough promoveren naar de Premier League.
In juni 2019 verhuisde Downing naar Championship-club Blackburn Rovers nadat Middlesbrough zijn contract niet verlengde. Op 2 augustus 2021 kondigde een 37-jarige Downing zijn afscheid als voetballer aan.

## Clubstatistieken
| Seizoen | Club             | Competitie     | Duels | Goals |
| ------- | ---------------- | -------------- | ----- | ----- |
| 2001/02 | Middlesbrough    | Premier League | 3     | 0     |
| 2002/03 | Middlesbrough    | Premier League | 2     | 0     |
| 2003/04 | Middlesbrough    | Premier League | 20    | 0     |
| 2003/04 | → Sunderland     | Championship   | 7     | 3     |
| 2004/05 | Middlesbrough    | Premier League | 35    | 5     |
| 2005/06 | Middlesbrough    | Premier League | 12    | 1     |
| 2006/07 | Middlesbrough    | Premier League | 34    | 2     |
| 2007/08 | Middlesbrough    | Premier League | 38    | 9     |
| 2008/09 | Middlesbrough    | Premier League | 37    | 0     |
| 2009/10 | Aston Villa      | Premier League | 25    | 2     |
| 2010/11 | Aston Villa      | Premier League | 38    | 7     |
| 2011/12 | Liverpool        | Premier League | 36    | 0     |
| 2012/13 | Liverpool        | Premier League | 29    | 3     |
| 2013/14 | West Ham United  | Premier League | 32    | 1     |
| 2014/15 | West Ham United  | Premier League | 37    | 6     |
| 2015/16 | Middlesbrough    | Championship   | 45    | 3     |
| 2016/17 | Middlesbrough    | Premier League | 30    | 1     |
| 2017/18 | Middlesbrough    | Championship   | 40    | 3     |
| 2018/19 | Middlesbrough    | Championship   | 38    | 2     |
| 2019/20 | Blackburn Rovers | Championship   | 41    | 2     |
| 2020/21 | Blackburn Rovers | Championship   | 18    | 0     |

## Interlandcarrière
Op 9 februari 2005 debuteerde Downing in de vriendschappelijke wedstrijd tegen Nederland in het Engels voetbalelftal. Downing nam met Engeland deel aan het EK voetbal 2012 in Polen en Oekraïne, waar de ploeg van bondscoach Roy Hodgson in de kwartfinales na strafschoppen (2-4) werd uitgeschakeld door Italië. Hij kwam tijdens de EK-eindronde niet in actie voor The Three Lions.
| WK-statistieken                 | Club        | Positie      | W |   |   | D | A |   |   |   |
| ------------------------------- | ----------- | ------------ | - | - | - | - | - | - | - | - |
| Engeland op het WK voetbal 2006 | Aston Villa | Middenvelder | 1 | 1 | 0 | 0 | 0 | 0 | 0 | 0 |